# Protohadzia schoenerae
Protohadzia schoenerae är en kräftdjursart som först beskrevs av Fox 1973.  Protohadzia schoenerae ingår i släktet Protohadzia och familjen Hadziidae. Inga underarter finns listade i Catalogue of Life.